# Torsten Müller (Musiker)

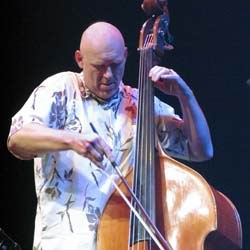
Torsten Müller

Torsten Müller (* 25. November 1957 in Hamburg) ist ein deutscher Jazz- und Improvisationsmusiker (Kontrabassist).
Müller kam Mitte der 1970er Jahre zur Improvisationsmusik. Er wurde Mitglied der Free Music Communion (mit Herbert Janssen und Udo Berger), mit der er drei Alben aufnahm. Außerdem gehörte er zehn Jahre lang dem Improvisationsensembles King Übü Örchestrü um Wolfgang Fuchs an. Unter dem Namen Carte Blanche trat er mit Günter Christmann auf. Von 1976 bis 2001 arbeitete er als Musiker und Produzent bei Radio Bremen.
Müller trat weltweit in Konzerten auf mit Musikern wie Evan Parker, John Russell, Jon Rose, Joëlle Léandre, John Zorn, Arto Lindsay, Alexander von Schlippenbach, Paul Lovens, Phil Minton, Charles Gayle, Melvyn Poore, Marilyn Lerner und Peter van Bergen. 
2001 übersiedelte er nach Vancouver, wo er Mitglied von Dylan van der Schyffs Bande X wurde und mit van der Schyff und Paul Rutherford die Gruppe Hoxha gründete.

## Diskographische Hinweise
- Günter Christmann, Torsten Müller, LaDonna Smith, Davey Williams White Earth Streak  (Unheard Music,  1981–83)
- King Übü Örchestrü: Binaurality, 1992
- Twofer mit John Corbett und Fred Lonberg-Holm, 1998–1999
- Milwaukee 2002 mit Lol Coxhill und Paul Rutherford, 2002
- Hoxha, 2004
- Way Out Northwest mit John Butcher und Dylan van der Schyff, 2007
- Paul Rutherford, Ken Vandermark, Torsten Müller & Dylan van der Schyff: Are We in Diego?, rec. 2004, ed. 2018